# 래드브룩그로브

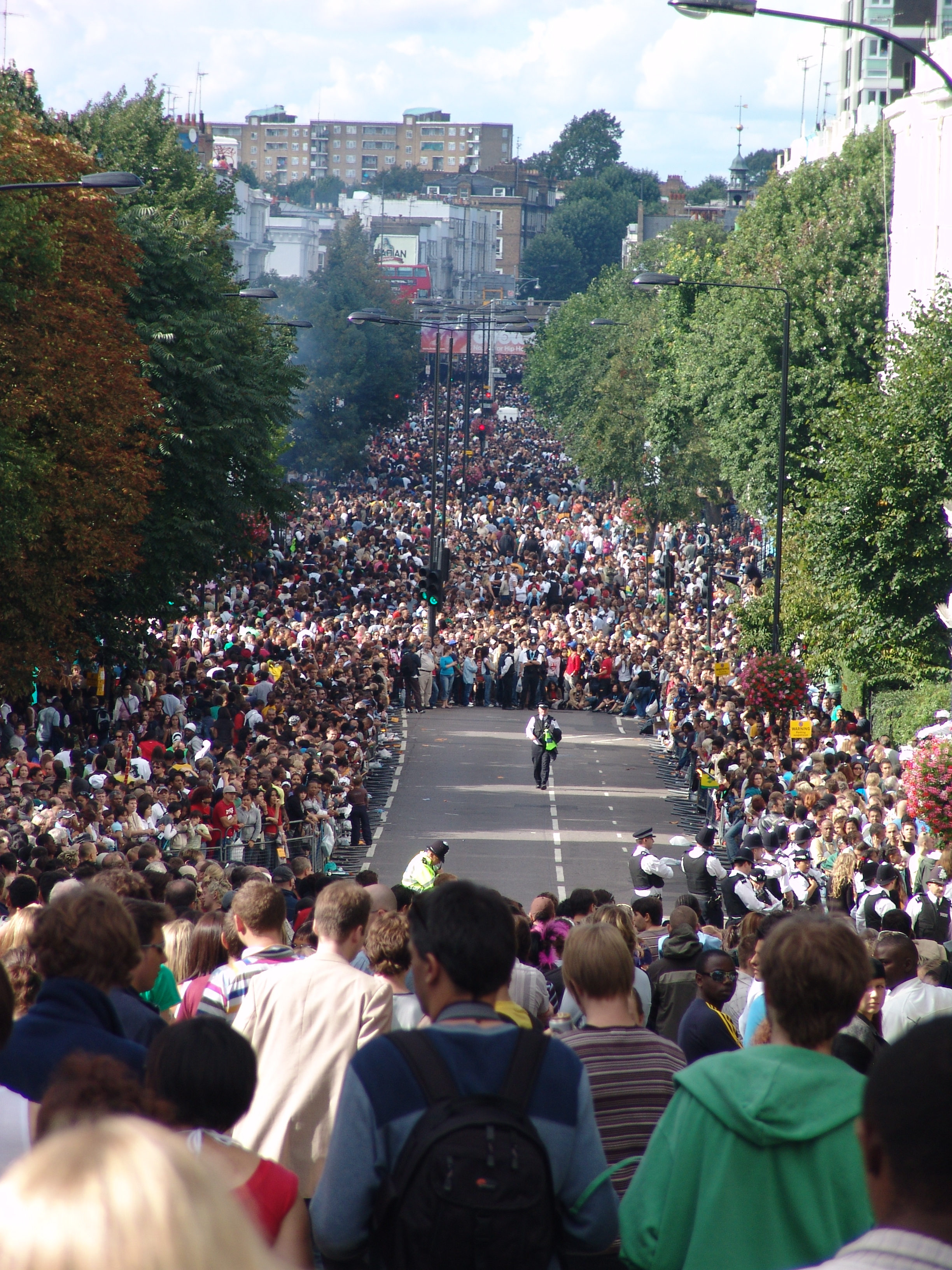

래드브룩그로브(영어: Ladbroke Grove)는 잉글랜드 켄징턴 첼시 왕립구에 있는 길거리이며 주변지역도 포함되어 칭하는 경우도 있다. 래드브룩그로브는 켄살그린과 만나고, W10과 W11 우편 구에 둘러싸인, 노팅힐의 북쪽지방이다. 래드브룩그로브 역은 웨스트웨이와 교차하는 래드브룩그로브 길거리에 있다.
1969년에 래드브룩그로브에서 결성한 애시드 록 밴드 호크윈드는 문하생이었던 판타지 작가 마이클 무어콕과 함께 작업했다. 디비어니즈와 핑크 패어리즈는 무정부주의 가수이자 작가인 믹 파렌이 수많은 음악가에게 영향을 끼친, 래드브룩그로브 영국 언더그라운드 커뮤니티에서 탄생한 음악 그룹이다.  펑크 록 그룹 더 글래시도 1976년에 래드브룩그로브에서 결성했다. 러플러는 1980년대에 탄생했고 1990년대에 전설적인 포토벨로 무언극을 포함한 괴상한 보헤이미인을 기록했다.
1999년에, 31명의 사람이 래드브룩그로브 철도 충돌 사고로 죽었다.

## 같이 보기
- 노팅힐
- 노스켄징턴